# Oktjabr (Zeitung)
Der Shtern, später Oktjabr, war eine jiddischsprachige Zeitung in der Sowjetunion von 1918 bis 1941.
Die erste Ausgabe erschien am 7. November 1918 in Smolensk.
Auf Grund des Russischen Bürgerkrieges erschien sie in den folgenden drei Jahren in Minsk, Vilnius oder Witebsk.
1921 kam die Zeitung Der Weker aus Minsk dazu.
1924 wurde sie umbenannt in Oktjabr. Im Juni 1941 musste sie nach dem Einmarsch der deutschen Wehrmacht ihr Erscheinen einstellen.
Oktjabr war die am längsten bestehende jiddische Zeitung in der Sowjetunion.